# Синьсянь
Синьсянь (кит. упр. 新县, пиньинь Xīn xiàn, буквально: «уезд новизны») — уезд городского округа Синьян провинции Хэнань (КНР).

## История
В 1932 году гоминьдановский генерал Лю Чжи был поставлен во главе войск, борющихся с коммунистами, действующими на стыке провинций Хэнань, Хубэй и Аньхой. В октябре 1933 года, для лучшей управляемости территории здесь был создан отдельный уезд, в качестве названия которого было взято взрослое имя генерала Лю Чжи — Цзинфу (经扶县).
Во время гражданской войны уезд был в августе 1947 года занят войсками коммунистов. В декабре 1947 года по указанию Лю Бочэна и Дэн Сяопина уезд был переименован в Синьсянь, знаменуя этим то, что у людей начинается новая жизнь.
В 1949 году был образован Специальный район Хуанчуань (潢川专区), и уезд вошёл в его состав. В 1952 году Специальный район Хуанчуань был присоединён к Специальному району Синьян (信阳专区). В 1970 году Специальный район Синьян был переименован в Округ Синьян (信阳地区).
В 1998 году постановлением Госсовета КНР были расформированы округ Синьян, уезд Синьян и город Синьян, и был образован городской округ Синьян.

## Административное деление
Уезд делится на 5 посёлков и 10 волостей.